# Giovanni Artusi
Pour les articles homonymes, voir Artusi.
Giovanni Maria Artusi (Bologne, vers 1540 – 18 août 1613) est un théoricien de la musique et compositeur, considéré, d'un point de vue anecdotique, comme un des plus importants réactionnaires de l'histoire de la musique, ayant condamné de façon féroce le nouveau style qui se mettait en place au début du XVIIe siècle, style qui donnait naissance à ce qui devait être appelé au XXe siècle la musique baroque. Ici, le mot réactionnaire amène en réalité un parfait anachronisme. Artusi est en fait un des premiers représentants d'une des principales querelles qui ont traversé mais aussi nourri le XVIIe siècle, dans les domaines artistiques aussi bien que littéraires : les querelles des anciens et des modernes.

## Biographie
Il fut étudiant et séminariste puis chanoine dans la congrégation San Salvatore de Bologne et resta entièrement dévoué à son maître Gioseffo Zarlino (principal théoricien de la musique au XVIe siècle). Lorsque Vincenzo Galilei attaqua Zarlino dans le Dialoguo publié en 1581, il prit fait et cause pour son professeur et le style que ce dernier suivait.
L'épisode le plus important de la carrière d'Artusi, et un des épisodes les plus marquants de la critique musicale survint en 1600 et 1603, lorsqu'il attaqua les grossièretés et les licences dans les œuvres d'un musicien qu'il refusa tout d'abord de nommer (et qui n'était autre que Claudio Monteverdi). Monteverdi répliqua dans l'introduction de son cinquième livre de madrigaux de 1605, avec son discours sur la division de la pratique musicale en deux courants, qu'il nomma prima prattica et seconda prattica. La prima prattica correspondait à l'idéal polyphonique du XVIe siècle, à base de contrepoint, et qui mettait à égalité l'ensemble des voix, tandis que la seconda prattica était un style nouveau de monodie et de récitatifs avec comme premier objectif la clarté du texte et la restitution des affects de celui-ci.
La principale contribution d'Artusi à la littérature de la théorie musicale fut son livre sur les dissonances dans le contrepoint (dissonanze nel contrappunto). Il y admettait qu'on trouvait plus de dissonances que de consonances dans une pièce écrite selon la technique du contrepoint et tentait de justifier l'emploi de telles dissonances pour souligner des concepts comme la douleur, le mécontentement, le désir et la terreur. Paradoxalement, la pratique de Monteverdi dans la seconda prattica était formellement semblable à celle théorisée par le livre d'Artusi ; la différence entre la musique de Monteverdi et les théories d'Artusi tenait à l'importance des différentes voix et la différence des intervalles utilisés pour créer une ligne mélodique.
Il existe peu de compositions d'Artusi, toutes dans le style ancien : un livre de canzonette à quatre voix, publié à Venise en 1598 et un Cantate Domino à huit voix de 1559.

## Sources
- (it) Cet article est partiellement ou en totalité issu de l’article de Wikipédia en italien intitulé « Giovanni Artusi » (voir la liste des auteurs).